# Saint-Ciers-du-Taillon
Saint-Ciers-du-Taillon település Franciaországban, Charente-Maritime megyében. Lakosainak száma 575 fő (2022. január 1.). Saint-Ciers-du-Taillon Bois, Consac, Lorignac, Plassac, Saint-Dizant-du-Gua, Sainte-Ramée, Saint-Thomas-de-Conac és Semoussac községekkel határos.

## Népesség
A település népessége az elmúlt években az alábbi módon változott:
| Lakosok száma | 727  | 576  | 569  | 503  | 558  | 549  | 550  | 559  | 564  | 575  |
|               | 1968 | 1982 | 1990 | 2006 | 2013 | 2015 | 2017 | 2019 | 2020 | 2022 |